# 소유즈-T
| 소유즈-T 우주선                                                  | 소유즈-T 우주선                                         |
| ---------------------------------------------------------------- | ------------------------------------------------------- |
| Soyuz-T spacecraft                                               |                                                         |
| 임무                                                             |                                                         |
| 제조사                                                           | 코롤료프                                                |
| 국가                                                             | 소비에트 연방                                           |
| 용도                                                             | 3명의 우주인을 살류트와 미르에 올려보내고 귀환시키는 것 |
| 승무원:                                                          | 3                                                       |
| 발사 횟수:                                                       | 18                                                      |
| 최초 발사:                                                       | 1978년 4월 4일 코스모스 1001                            |
| 마지막 발사:                                                     | 1986년 3월 16일 소유즈 T-15                             |
| 상태:                                                            | 퇴역                                                    |
| 관련 우주선                                                      |                                                         |
| 원형 - 소유즈 7K-TM, 소유즈 7K-T, 소유즈 7K-S 파생형 - 소유즈-TM |                                                         |

소유즈-T (Russian: Союз-T, 유니언-T ) 우주선은 3세대 소유스 우주선으로, 1979년부터 1986년까지 7년 동안 운용되었다. 소유즈-T의 T는 운송을 의미한다(транспортный, Transportny). 신형 소유즈-T 우주선에는 아폴로-소유즈 시험 계획, 소유즈 7K-TM, 군용 소유즈 등에서 얻은 교훈들이 모두 반영되었다.
소유즈-T는 구형에서 대폭 개량된 모델로, 최초로 고체 전자 장비를 탑재했고, 우주 정거장 임무에서 수없이 많은 우주인들에게 문제가 되었던 만성적 도킹 문제를 극복하기 위해 신형 컴퓨터를 탑재했다. 또한, 태양광 전지판이 다시 장착되어 소유즈-T는 최대 11일간 독립적으로 비행할 수 있게 되었고, 재설계된 추진기인 KTDU-426도 탑재되었다. 추가로, 선내 압력복을 입은 우주인 3명을 태울 수도 있었다.

## 임무
1979년부터 1986년 사이에 총 18대의 소유즈-T 우주선이 지구 저궤도로 발사되었으며 그 중 13대는 우주 정거장 살류트 6호, 살류트 7호, 미르호로 우주인들을 보낸 우주선이었다.
| 임무          | 승무원                                                                                    | 발사일           | 착륙일                        | 임무 기간  | 참고 |
| ------------- | ----------------------------------------------------------------------------------------- | ---------------- | ----------------------------- | ---------- | --- |
| 코스모스 1001 | 없음                                                                                      | 1978년 4월 4일   | 1978년 4월 15일               | 11일       | [ 1 ] |
| 코스모스 1074 | 없음                                                                                      | 1979년 1월 31일  | 1979년 4월 1일                | 2개월 1일  | 코스모스 명칭이 배정된 마지막 소유즈 우주선 |
| 소유즈 T-1    | 없음                                                                                      | 1979년 12월 16일 | 1980년 3월 25일               | 3개월 9일  | 살류트 6호로 발사된 무인 시험 비행 |
| 소유즈 T-2    | 살류트 6호 EP-6: 유리 말리셰프 블라디미르 악쇼노프                                        | 1980년 7월 5일   | 1989년 7월 9일                | 4일        | 유인 시험 비행 |
| 소유즈 T-3    | 살류트 6호 EO-5: 레오니드 키짐 올렉 마카로프 겐나디 스트레칼로프                          | 1980년 11월 27일 | 1980년 12월 10일              | 13일       | 소유즈 11호 참사 이래 최초로 3인이 참여한 소유즈 임무 |
| 소유즈 T-4    | 살류트 6호 EO-6: 블라디미르 코발료노크 빅토르 사비니크                                    | 1981년 3월 12일  | 1981년 3월 26일               | 2개월 14일 | [ 2 ] |
| 소유즈 T-5    | 살류트 7호 EO-1: 아나톨리 베레조보이 발렌틴 레베데프                                      | 1982년 5월 13일  | 1982년 8월 27일               | 3개월 14일 | 211일 체류후 전원 소유즈 T-7에 탑승해 귀환했다. |
| 소유즈 T-6    | 살류트 7호 EP-1: 블라디미르 자니베코프 알렉산드르 이반첸코프 <b>장</b>-<b>루 크레티앵</b> | 1982년 6월 24일  | 1982년 7월 2일                | 8일        | 크래팅앵이 우주에 도달한 최초의 프랑스이 되었다. |
| 소유즈 T-7    | 살류트 7호 EP-2: 레오니드 포포프 알렉산드르 세레브로프 스베틀라나 사비츠카야              | 1982년 8월 19일  | 1982년 12월 10일              | 3개월 21일 | 1963년 발렌티나 테레시코바가 최초의 여성 우주인이 된 이후 사비츠카야가 인류 역사상 두 번째 여성 우주인이 되었다. 8일간 체류후 소유즈 T-5에 탑승해 귀환했다. |
| 소유즈 T-8    | 블라디미르 티토프 겐나디 스트레칼로프 알렉산드르 세레브로프                               | 1983년 4월 20일  | 1983년 4월 22일               | 2일        | 이글라 도킹 시스템이 발사중 파손되어 살류트 7호 도킹 실패                                                                                                   |
| 소유즈 T-9    | 살류트 7호 EO-2: 블라디미르 랴코프 알렉산드르 알렉산드로프                                | 1983년 6월 27일  | 1983년 11월 23일              | 4개월 27일 | [ 3 ] |
| 소유즈 T-10-1 | 블라디미르 티토프 겐나디 스트레칼로프                                                     | 1983년 9월 26일  | 1983년 9월 26일               | 5분 13초   | 발사중 로켓에 화재가 발생하면서 폭발이 일어나 비상 탈출장비가 가동되었다. 살류트 7호 도달 실패                                                              |
| 소유즈 T-10   | 살류트 7호 EO-3: 레오니드 키짐 블라디미르 솔로뵤프 올렉 아트코프                          | 1984년 2월 8일   | 1984년 4월 11일               | 2개월 3일  | 237일 체류후 소유즈 T-11에 탑승해 전원 귀환했다 |
| 소유즈 T-11   | 살류트 7호 EP-3: 유리 말리셰프 겐나디 스트레칼로프 라케시 샤르마                          | 1984년 4월 3일   | 1984년 10월 2일               | 5개월 29일 | 샤르마가 우주에 도달한 최초의 인도인이 되었다. 8일 동안 체류후 전원 소유즈 T-10에 탑승해 지구에 귀환했다.                                                   |
| 소유즈 T-12   | 살류트 7호 EP-4: 블라디미르 자니베코프 스베틀라나 사비츠카야 이고르 볼크                  | 1984년 7월 17일  | 1984년 7월 29일               | 12일       | [ 4 ] |
| 소유즈 T-13   | 살류트 7호 EO-4a: 블라디미르 자니베코프 빅토르 사비니크                                   | 1985년 6월 6일   | 1985년 9월 26일               | 3개월 20일 | 반파된 우주 정거장 수리. 사비니크는 168일 체류후 소유즈 T-14에 탑승해 귀환했다                                                                              |
| 소유즈 T-14   | 살류트 7호 EO-4b: 블라디미르 바슈틴 알렉산더 볼코프 살류트 7호 EP-5: 게오르기 그레치코    | 1985년 9월 17일  | 1985년 11월 21일              | 2개월 4일  | 그레치코는 9일간 체류하고 소유즈 T-13에 탑승해 귀환했다. 임무는 바슈틴의 건강이 악화되어 조기 종결되었다                                                    |
| 소유즈 T-15   | 살류트 7호 EO-5 / Mir EO-1: 레오니드 키짐 블라디미르 솔로뵤프                             | 1986년 3월 13일  | 1986년 7월 16일986년 7월 16일 | 4개월 3일  | 살류트 7호와 미르를 한 번에 방문해 두 개의 우주 정거장을 방문한 유일한 유인 우주 비행이 되었다.                                                             |